# Liste des écoles militaires
 (mars 2023).
Si vous disposez d'ouvrages ou d'articles de référence ou si vous connaissez des sites web de qualité traitant du thème abordé ici, merci de compléter l'article en donnant les références utiles à sa vérifiabilité et en les liant à la section « Notes et références ».

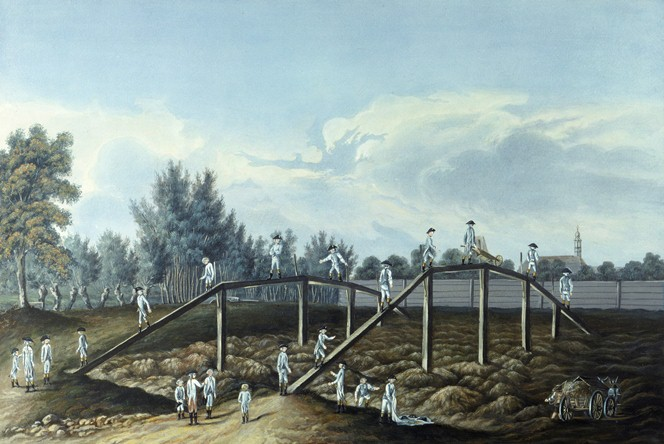
Cadets de l'Académie militaire de Neustadt à l'exercice (gouache de Bernhard_Albrecht, entre 1785 et 1793).

Cet article présente une liste des écoles militaires classées par pays, pour plus d'une trentaine d'États, et couvrant un large spectre de métiers (personnels armés, services de santé, ingénieurs, etc.). Elle inclut des écoles en activités, ainsi que des écoles ayant cessé d'enseigner.

## Afghanistan
- Académie militaire nationale d'Afghanistan

## Algérie
- Académie militaire interarmes de Cherchell

## Allemagne
- Académie de marine de Kiel, dissoute ;
- Académie de guerre de Prusse, dissoute ;
- Académie navale de Mürwik ;
- Université de la Bundeswehr à Munich.

## Argentine
- Collège militaire de la nation ;
- école de mécanique de la Marine .

## Autriche
- Académie militaire thérésienne ;
- Le Collège de guerre de la KuK (Kriegsschule) de 1852 à 1918.

## Belgique
- École royale militaire
- École de guerre de 1869 à 1978

## Brésil
- Escola de Comando e Estado Maior do Exército (Brésil)
- Academia Militar das Agulhas Negras;
- l'École préparatoire des cadets de l'Armée de terre;
- Centre d'instruction de la guerre dans la jungle.

## Cameroun
- École Supérieur Internationale de Guerre de Yaoundé (ESIG)
- EMIA

## Canada
- Collège militaire royal de Saint-Jean ;
- Collège militaire royal de Kingston.
- Collège de commandement et d’état‑major de l'Armée canadienne.

## Chine
- Académie militaire de Baoding ;
- Académie de Huangpu.

## Côte d'Ivoire
- Académie des métiers de l'air d'Abidjan
- Cours de formation militaire maritime (CFMM)
- Académie des forces armées (AFA)
- École nationale des sous-officiers d'active (ENSOA)
- École de gendarmerie de Toroguhé
- École de gendarmerie d'Abidjan
- Centre interarmées de formation initiale militaire (CIFIM)
- Institut d'Étude de Stratégie et de Défense
- École militaire préparatoire technique (EMPT) de Bingerville
- École nationale de police
- École des douanes
- École des eaux et forêts

## Danemark
- Académie militaire du Danemark

## États-Unis
- Académie navale d'Annapolis ;
- Académie militaire du Michigan ;
- Army Airborne School ;
- Académie militaire de West Point ;
- Command and General Staff College ;
- Defense Language Institute ;
- Institut militaire de Virginie ;
- National War College ;
- Naval War College ;
- Ranger School ;
- Université de Norwich ;
- United States Air Force Academy ;
- United States Air Force Weapons School ;
- United States Army War College ;
- United States Naval Test Pilot School ;
- United States Navy Fighter Weapons School ;

## France
- École polytechnique surnommée l'« X ». Toutefois cette école n'est pas purement militaire. Elle donne également accès à diverses hautes fonctions civiles.
- École spéciale militaire de Saint-Cyr surnommée « La Spéciale »
- École navale surnommée « La Baille »
- École de l'air surnommée « Le Piège »
- École militaire de l'air
- École des commissaires des armées
- École militaire du corps technique et administratif
- École d'administration des affaires maritimes (EAAM)
- École d'enseignement technique de l'armée de l'air (EETAA), à Saintes
- École de formation des sous-officiers de l'armée de l'air (EFSOAA), à Rochefort
- École militaire interarmes (EMIA)
- École militaire de la flotte
- École militaire de spécialisation de l'outre-mer et de l'étranger (EMSOME), à Rueil-Malmaison
- École nationale supérieure de techniques avancées de Bretagne, ex-ENSIETA, à Brest
- École nationale des sous-officiers d'active (ENSOA)
- École militaire de haute montagne (EMHM)
- École nationale technique des sous-officiers d'active (ENTASOA)
- École des officiers de la gendarmerie nationale (EOGN)
- École supérieure d'administration de l'armement (ESAA)
- École de santé des armées (ESA) surnommée <=La Boâte=>
- ETAP (École des troupes aéroportées)
- École militaire supérieure d'administration et de management (EMSAM Montpellier)
- École de guerre - Terre
- Centre Préparatoire Opérationnel des Combattants de l’Armée de l’Air et de l’Espace (CPOCAAE)

## Guinée
- Ecoles Militaires de Manéah
- Prytanée Militaire de Guinée
- Ecole Militaire interarmes

## Grèce
- Académie navale hellénique ;
- École des Évelpides.

## Hongrie
- Université nationale de l'administration publique (Hongrie).

## Italie
- Académie militaire de Modène ;
- Accademia della Guardia di Finanza ;
- Accademia Navale di Livorno ;
- École d'application de Turin ;
- Scuola ufficiali carabinieri.

## Madagascar
- Centres de formation initiale ou de perfectionnement :
  - Académie militaire (ACMIL) - Antsirabe
  - École nationale des sous-officiers de l’armée (ENSOA) - Antsirabe
  - Centre de perfectionnement des officiers (CPO) – Fiadanana, Antananarivo
  - École d’état-major (EEM) – Fiadanana, Antananarivo
  - École militaire nationale des enfants de troupe ou "Sekoly Miaramilam-Pirenena"
- Centre de formation spécialisée :
  - Ferme école de l’ENSOA – Antsirabe, site de Tandrokomby

## Mali
- École de maintien de la paix Alioune Blondin Beye. (EMP)
- École d'État-Major de Koulikoro. (EEM)
- École militaire d'administration de Koulikoro. (EMA)
- École militaire interarmes de Koulikoro. (EMIA)
- École des sous-officiers de Banankoro. (ESO)
- Ecole des sous-officiers de Gendarmerie (ESOGN)
- Prytanée militaire de Kati. (PMK)

## Maroc
- Officiers de carrière :
  - Académie royale militaire de Meknès (ARM)
  - École royale de service de santé militaire  (ERSSM)
  - École royale de l'air de Marrakech (ERA)
  - École royale navale de Casablanca (ERN)
- Officiers de réserve :
  - École Mohammadia d'ingénieurs (EMI)
  - École nationale forestière d'ingénieurs (ENFI)

- École d’enseignement militaire supérieure :
  - College Royal d’Enseignement Militaire Supérieur  (CREMS)
  - École Royale Interarmées d’Administration (ERIA)

## Mauritanie
- École Supérieure Polytechnique de Nouakchott
- École Nationale d'Etat - Major de Nouakchott
- École Militaire Interarmes d'Atar
- École de l'air d'Atar
- Académie navale de Nouadhibou
- École Nationale des Sous-Officiers d'Active de Kiffa
- Lycée Militaire de Nouakchott
- Centre d'instruction de l'Armée Nationale d'Akgoujt
- Centre de Formation Technique de l'Armée Nationale de Rosso
- Centre National d'Entrainement Commando de n'beyka
- Collège de défense G5 Sahel

## Niger
- École de formation des officiers des Forces armées nigériennes (EFOFAN)
- École nationale des sous-officiers d'active (ENSOA)
- Prytanée militaire de Niamey (PMN)

## Philippines
- Académie militaire philippine (PMA)

## RDC
- Académie militaire de Kananga
- École de Guerre de la RDC[1]
- École des sous-officiers de Kisangani
- École de commandement et d'état -major de Kinshasa
- École militaire supérieur d'administration de Kinshasa
- École de santé militaire de kamina
- École du génie militaire de likasi
- Cours de base d'état major de kitona

## Royaume-Uni
- Académie royale militaire de Sandhurst
- Britannia Royal Naval College
- Royal Air Force College Cranwell

## Russie
- Académie militaire de l'État-major général des forces armées de la fédération de Russie
- Académie interarmes des forces armées de la fédération de Russie
- École militaire d'état-major Nicolas
- Corps des cadets de Polotsk
- Corps des cadets de Poltava
- Corps des cadets de Voronej
- Corps des cadets Nicolas
- Corps des cadets d'Omsk

## Sénégal
- École des Officiers de la Gendarmerie Nationale
- École des Sous- Officiers de la Gendarmerie Nationale
- École de l'Armée de l'Air

- École nationale des officiers d'active de Thiès
- École militaire de santé
- École nationale des sous-officiers d'active de Kaolack
- Prytanée militaire de Saint-Louis
- Ecole d'Application de l'Infanterie de Thiès

## Serbie
- Académie militaire de Serbie

## Suède
- Académie militaire de Karlberg

## Suisse
- École militaire centrale fédérale de Thoune.

## Tunisie
- École d'état-major (Tunisie) ;
- École de l'aviation de Borj El Amri ;
- École de la santé militaire (Tunisie) ;
- École des caporaux de Meknassy ;
- École des caporaux de Metline ;
- École des quartiers-maîtres de l'armée de mer (Tunisie) ;
- École des sous-officiers de l'armée de l'air (Tunisie) ;
- École des sous-officiers de l'armée de terre (Tunisie) ;
- École militaire des sports (Tunisie) ;
- École militaire du Bardo ;
- École supérieure de guerre (Tunisie) ;
- Institut de défense nationale ;
- Académie militaire de Fondouk Jedid ;
- Académie navale de Menzel Bourguiba.